# Équipe de Saint-Marin de football
Maillots
L'équipe de Saint-Marin de football est constituée par une sélection des meilleurs joueurs de football Saint-Marinais sous l'égide de la Fédération de Saint-Marin de football. Elle représente la plus petite population de tous les membres de l'UEFA. Elle est actuellement l'équipe nationale de football affiliée à la FIFA la moins bien classée, n'ayant remporté que trois matches depuis sa création.
Le premier match officiel de Saint-Marin a été une défaite 4-0 contre la Suisse lors d'un match de qualification pour le Championnat d'Europe en 1990. Une équipe non officielle de Saint-Marin a joué contre l'équipe du Canada des moins de 23 ans en 1986, s'inclinant 1-0. Depuis ses débuts en compétition, Saint-Marin a participé aux éliminatoires de tous les championnats d'Europe et de la Coupe du monde. Sa première victoire en compétition a été une victoire 1-0 contre le Liechtenstein le 5 septembre 2024, dans le cadre de la Ligue des nations. Leur deuxième victoire en compétition a été une victoire 3-1 contre le Liechtenstein, une fois de plus, lors de la 6e journée le 18 novembre 2024. C'est la première fois qu'ils marquent plus d'un but dans un match de compétition, en inscrivant les trois buts. Par la suite, cette victoire leur a permis d'accéder au troisième niveau de la Ligue des Nations (Ligue C).

## Histoire

### Le commencement (1986-1990)
Bien que la Fédération de Saint-Marin de football soit formée en 1931, aucune équipe nationale n'est mise sur pied avant le milieu des années 1980. En 1986, la sélection nationale mise sur pied par Cesare Casali dispute sa première rencontre contre le club danois d'Odense à Serravalle (1-1).
En 1986, une équipe saint-marinaise est défaite (0-1) par l'équipe olympique du Canada à Serravalle. L'année suivante, Saint-Marin envoie une équipe disputer les Jeux méditerranéens en Syrie, où les Saint-Marinais obtiennent un match nul et vierge face au Liban avant d'être battus par l'équipe locale puis la Turquie.
Le 24 juin 1988, Saint-Marin est affilié à l'UEFA avant de l'être, une semaine plus tard, à la FIFA. Conséquences : l'une des plus petites républiques du monde présente une sélection lors des éliminatoires à l'Euro 1992. Outre le calendrier pour ses qualifications, l'équipe ne possède pas de véritable calendrier international et prend contact avec certaines fédérations comme Chypre ou le Luxembourg afin de jouer et progresser.

### Une équipe courageuse mais très modeste (1990-2006)
Saint-Marin fut officiellement affilié à la FIFA et à l’UEFA en 1988. Auparavant, les joueurs Saint-Marinais ne pouvaient pas jouer en équipe nationale, à moins de prendre la nationalité italienne, ce qu'avait refusé par exemple Massimo Bonini, sélectionné en équipe d'Italie espoirs avant de prendre part à la sélection Saint-Marinaise.
Le premier match officiel de Saint-Marin se déroula contre la Suisse le 14 novembre 1990 dans le cadre des qualifications pour l’Euro 1992 et se solda par une défaite 4 à 0. Au cours de cette campagne, les Saint-Marinais ne prirent aucun point et perdirent tous leurs matches à l’extérieur par au moins quatre buts d’écart.
Lors des qualifications pour la Coupe du monde 1994, Saint-Marin se trouva dans un groupe relevé, avec l'Angleterre, les Pays-Bas, la Norvège, la Pologne et la Turquie. Leur premier match se solda par une défaite 10 à 0 face à la Norvège. Cependant, les Saint-Marinais inscrivirent leur premier but en éliminatoires de la Coupe du monde, face à la Turquie (défaite 4 à 1), et marquèrent leur premier point en obtenant un match nul sur un score vierge, toujours face à la Turquie. Lors de leur dernier match, les Saint-Marinais, grâce à Davide Gualtieri, entrent dans l’histoire de la Coupe du monde en marquant le but le plus rapide des éliminatoires après 8,3 secondes de jeu, face à l’Angleterre, qui se reprit en marquant à sept reprises,. Saint-Marin finit cette campagne à la dernière place, avec un point, et en ayant concédé la bagatelle de 46 buts en 10 matches.
Les qualifications pour l’Euro 1996 ressemblèrent à la précédente campagne. Seul un match contre la Finlande permit à la sélection saint-marinaise d’inscrire son premier but à l’extérieur, au cours d’une défaite 4 buts à 1.
En avril 2001, dans le cadre des qualifications pour la Coupe du monde 2002, Saint-Marin accrocha son premier nul à l’extérieur, contre la Lettonie à Riga, sur le score d’un but partout. Cependant, au cours de ces qualifications, la sélection saint-marinaise chute lourdement contre la Belgique 10-1.
Durant les qualifications pour l’Euro 2004, une défaite par le plus petit des écarts (1-0, but inscrit à la dernière minute) contre la Lettonie fut la seule performance saint-marinaise notable. En avril 2004, en match amical, Saint-Marin gagna pour la première fois de son histoire, contre la modeste sélection du Liechtenstein. Lors des qualifications pour la Coupe du monde 2006, les seules défaites honorables furent celles contre la Lituanie et la Belgique, à domicile, par un but d’écart.

### De très lourdes défaites (2006-2020)
L'ouverture des qualifications pour l’Euro 2008 débuta de la pire des manières pour Saint-Marin, écrasé par l'Allemagne le 6 septembre 2006 par 13 buts à 0. Toutefois, les Saint-Marinais parvinrent à accrocher, mais sans les vaincre, les équipes d'Irlande, de Chypre et du Pays de Galles, qui ne s'imposèrent tous à Saint-Marin que par un but d'écart. Au cours de la campagne pour la qualification à la Coupe de monde 2010, Saint-Marin perdit tous ses matches, encaissa 47 buts, dont 10 contre la Pologne (un record pour cette dernière), et n’en marqua qu’un seul, lors d’une défaite contre la Slovaquie. Lors des qualifications pour l'Euro 2012, Saint-Marin perd de nouveau la totalité de ses rencontres, encaissant 49 buts, dont 11 contre les Pays-Bas (un record pour ces derniers).
Le 12 septembre 2012, pour la première fois, le sélectionneur Giampaolo Mazza intervient dans un média français, RMC, pour une interview. Lors des qualifications à la Coupe du monde 2014, la Sérénissime ne parvient pas à inscrire de points et termine à la dernière place, en marquant un seul but (but inscrit par Alessandro Della Valle, à domicile, face à la Pologne) et encaissant 54 buts soit 5,4 buts/match, le pire bilan de la Sérénissime en qualifications à la Coupe du monde. Le 17 octobre 2013, le sélectionneur Giampaolo Mazza décide de quitter ses fonctions, après 15 années passées à la tête de la modeste sélection, il sera remplacé en 2014 par Pierangelo Manzaroli. Son bilan en tant que sélectionneur de la Sérénissime est d'un succès (le seul), trois matchs nuls et 82 défaites.
Les éliminatoires pour l'Euro 2016 amorcent un léger mieux pour la Sérénissime. En effet, le 15 novembre 2014, lors de la 4e journée, Saint-Marin gagne son premier point lors d'éliminatoires à l'Euro grâce à un match nul 0-0 face l'Estonie à domicile. Il s'agit de la première fois que Saint-Marin ne perd pas un match depuis plus de 10 ans et sa seule et unique victoire face au Liechtenstein. Le 8 septembre 2015 lors des qualifications pour l'Euro 2016, face à la Lituanie (défaite 2-1), ils réussissent à inscrire leur premier but à l'extérieur depuis 14 ans lorsque Mirko Palazzi égalise sur un coup franc direct. Cependant, le second point leur échappera de peu puisqu'ils encaisseront un but dans les derniers instants, but entraînant une défaite, deux buts à un. Au total, la Sérénissime termine avec un point et un but inscrit (pour 36 encaissés), ce qui constitue leur meilleure performance lors de qualifications à l'Euro.
Pour les qualifications à la Coupe du monde 2018, Saint-Marin tombe dans un groupe composé de l'Allemagne, l'Irlande du Nord, la République Tchèque, la Norvège et l'Azerbaïdjan. L'équipe finit dernière de son groupe en perdant l'ensemble ses matchs, en marquant 2 buts à l'extérieur, en Norvège et en Azerbaïdjan mais en encaissant 51 buts dont 7 et 8 buts face à l'Allemagne et 8 à domicile face à la Norvège. Franco Varrella succède à Pierangelo Manzaroli au poste de sélectionneur, pour la première édition de la nouvelle ligue des nations qui voit Saint-Marin être incorporé en Ligue D et au tirage au sort, la Sérénissime tombe avec la Biélorussie, le Luxembourg et la Moldavie. Bien que les adversaires soient plus faibles à la suite de la répartition des ligues en fonction du niveau, les six matches de la Sérénissime se concluent par autant de défaites et aucun but inscrit. Pour les qualifications pour l'Euro 2020, Saint-Marin l'ensemble de ses matchs dont deux défaites 9-0 face à la Russie et à la Belgique, lors d'un match entre le premier et le dernier du classement FIFA. Saint-Marin n'inscrit qu'un seul but lors de ces qualifications, but de Filippo Berardi face au Kazakhstan, le premier but inscrit par la sélection depuis plus de deux ans. Il s'agit du premier but inscrit à domicile par la sélection depuis 6 ans.

### Résultats encourageants et premières victoires compétitives (depuis 2020)
Lors de la deuxième édition de Ligue des nations, Saint-Marin se retrouve dans le groupe 2 et réussit à empocher son premier point dans cette compétition en ramenant un score nul et vierge du Liechtenstein (0-0) après avoir globalement dominé le match, un deuxième score de parité sans encaisser de but après le 0-0 obtenu à domicile contre l'Estonie lors des qualifications pour l'Euro 2016 près de six ans plus tôt, ce qui met fin à une série de 40 revers consécutifs. Le 11 novembre 2020, l'équipe s'incline en amical trois buts à zéro contre la Lettonie, trois jours plus tard, la Sérénissime affronte à domicile Gibraltar, malgré avoir été réduit à dix en seconde période, Saint-Marin accroche le match nul 0 à 0. L'équipe arrive pour la première fois à enchaîner deux matchs officiels sans perdre et sans encaisser de but, ainsi qu'à prendre plus qu'un point lors d'une seule et même compétition. Mais cela n'empêchera pas la Sérénissime de terminer dernière de son groupe.
Le 7 décembre 2020, à l'issue du tirage au sort pour les éliminatoires de la Coupe du monde 2022, Saint-Marin se voit offrir une occasion d'engranger un ou plusieurs points et/ou obtenir une première victoire historique en compétition officielle puisqu'elle est placée dans le groupe I où elle retrouvera parmi ses cinq adversaires Andorre, l'équipe la moins bien placée du pot 5 et qu'elle n'a affrontée avant cela qu'une seule fois en match amical (à domicile le 22 février 2017 pour une défaite 0-2). La sélection ne parvient cependant pas à obtenir le moindre point et perd l'ensemble de ses rencontres (dont une sur le score de 0-10 à domicile lors de la dernière journée contre l'Angleterre, soit sa 2e plus lourde défaite à domicile après le 0-13 infligé par l'Allemagne 15 ans plus tôt), avec un bilan d'un but inscrit (à domicile contre la Pologne lors d'une défaite 1-7) contre 46 encaissés.
Le 28 mars 2022, Saint-Marin a disputé la première rencontre officielle de son histoire contre une équipe non-européenne, à l'occasion d'un match amical contre le Cap-Vert disputé sur terrain neutre, en Espagne (défaite 0-2). Saint-Marin a ensuite affronté une 2e sélection africaine dont le niveau est bien plus faible que la précédente, les Seychelles, 198e au classement FIFA, qu'elle accueille à l'occasion d'un match amical au Stade de Saint-Marin le 21 septembre 2022. À cette occasion, Saint-Marin a mis fin à une série de 18 défaites consécutives en concédant un match nul et vierge (0-0) mais a globalement déçu, en étant incapable de concrétiser ses occasions et l'emporter à domicile contre un adversaire à sa portée, qui a de son côté évolué de façon défensive, en 4-5-1,,. L'édition 2022-2023 de Ligue des nations voit quant à elle la sélection être à nouveau présente dans le groupe B de Ligue D composé de 3 équipes, mais elle y perd ses 4 rencontres sans marquer le moindre but. De ce fait, Saint-Marin est la seule équipe européenne à n'avoir pas encore réussi à inscrire la moindre réalisation en 3 participations.
En novembre 2022, la Sérénissime se déplace dans les Caraïbes et ne parvient pas à battre l'équipe de Sainte-Lucie, arrachant un match nul à la 94e minute grâce à un but de Lorenzo Lazzari (1-1) et perdant le second match, un but à zéro consécutif à un penalty pour les locaux à la 68e minute. En mars 2023, ils débutent les éliminatoires à l'Euro 2024 par deux défaites face à l'Irlande du Nord et la Slovénie sur le score de deux buts à zéro. Ces deux résultats montrent une amélioration de la défense Saint-Marinaise car ils avaient encaissés 3 et 4 buts lors des dernières rencontres les opposants à ces équipes. Le 17 octobre 2023, à l'occasion d'une rencontre à domicile contre le Danemark lors des éliminatoires de l'Euro 2024, Golinucci inscrit un but pour Saint-Marin après une disette de plus de 2 ans sans marquer, qui permet d'ailleurs un temps à son équipe de revenir dans la partie avant de s'incliner ensuite. L'événement est fêté comme une victoire pour tous les Saint-Marinais malgré la défaite, 2-1. Saint-Marin récidive un mois plus tard en inscrivant un but à l'extérieur contre le Kazakhstan lors d'une défaite 1-3 (but de Simone Franciosi) ; puis une nouvelle fois à domicile face à la Finlande (1-2) grâce un penalty converti par Filippo Berardi dans le temps additionnel de la partie (97e minute). C'était la première fois que Saint-Marin marquait dans trois matches consécutifs. Cependant, cela n'empêche pas la Sérénissime de se retrouver à la dernière place de son groupe.
En mars 2024, pour la première fois de son histoire, Saint-Marin fait office de favorite lors d'une double confrontation amicale face à Saint-Christophe-et-Niévès. Le premier match voit Saint-Marin marquer le premier but de la rencontre, prolongeant la série de buts marqués à quatre matchs consécutifs. Ce but ne permet pas cependant d'éviter la défaite (1-3). La seconde confrontation se termine sur un score nul et vierge, premier match nul de Saint-Marin depuis novembre 2022.
Saint-Marin a affronté le Liechtenstein à domicile dans le cadre de la Ligue des nations 2024-2025 le 5 septembre 2024. Après un but refusé au Liechtenstein à la 30e minute, Nicko Sensoli a subtilisé le ballon à la défense du Liechtenstein et a marqué pour porter le score à 1-0 à la 53e minute. Les Sammariens ont ensuite tenu bon pour remporter une victoire 1-0 (soit le même score et le même adversaire que leur première victoire en 2004), leur première victoire en compétition depuis qu'ils ont rejoint la FIFA et l'UEFA. Une défaite plus tard à Gibraltar et un match nul 1-1 sauvé dans les arrêts de jeu par un penalty de Nicola Nanni contre la même équipe ont permis à Saint-Marin d'occuper la deuxième place du tableau, avec la possibilité d'accéder directement à la Ligue C en cas de victoire sur le Liechtenstein à l'extérieur (en vertu des deux matches nuls de leurs adversaires).
Le 18 novembre 2024, Saint-Marin a joué contre le Liechtenstein au Rheinpark Stadion à Vaduz. Bien qu'ayant été l'équipe la plus dangereuse en première mi-temps, les Saint-Marinais rentraient à la pause sur le score de 0-1 en raison d'un but d'Aron Sele à la 40e minute. Après la pause, ils ont rapidement égalisé grâce à une attaque de l'aile droite qui a culminé avec Lorenzo Lazzari qui s'est débarrassé de la défense et a battu le gardien de but. À la 66e minute, Saint-Marin obtenait un penalty que Nanni transformait en douceur pour donner une avance improbable de 2-1. Dix minutes plus tard, Alessandro Tosi se retrouvait sur le côté gauche du but du Liechtenstein et passait le ballon au remplaçant Alessandro Golinucci, qui marquait d'une frappe en première intention pour porter le score à 3-1. C'était la première fois que Saint-Marin marquait plus d'un but dans un match de compétition, la première fois que Saint-Marin marquait plus de deux buts dans un match, la première fois que Saint-Marin gagnait un match après avoir été mené au score, la première fois que Saint-Marin gagnait un match à l'extérieur et la première fois que Saint-Marin était promu dans une compétition internationale majeure.

## Structures et popularité

### Fournisseurs
Depuis 1990, six fournisseurs différents ont équipé la Sérénissime dont quatre équipementiers italiens. Depuis le début de l'année 2022, l'équipementier italien Erreà équipe la Sérénissime.[réf. nécessaire]
| Période     | Equipementiers |
| 1990-1992   | Diadora        |
| 1992-1994   | Admiral        |
| 1994-2010   | Virma          |
| 2011-2017   | Adidas         |
| 2018-2022   | Macron         |
| depuis 2022 | Erreà          |

### Infrastructures sportives

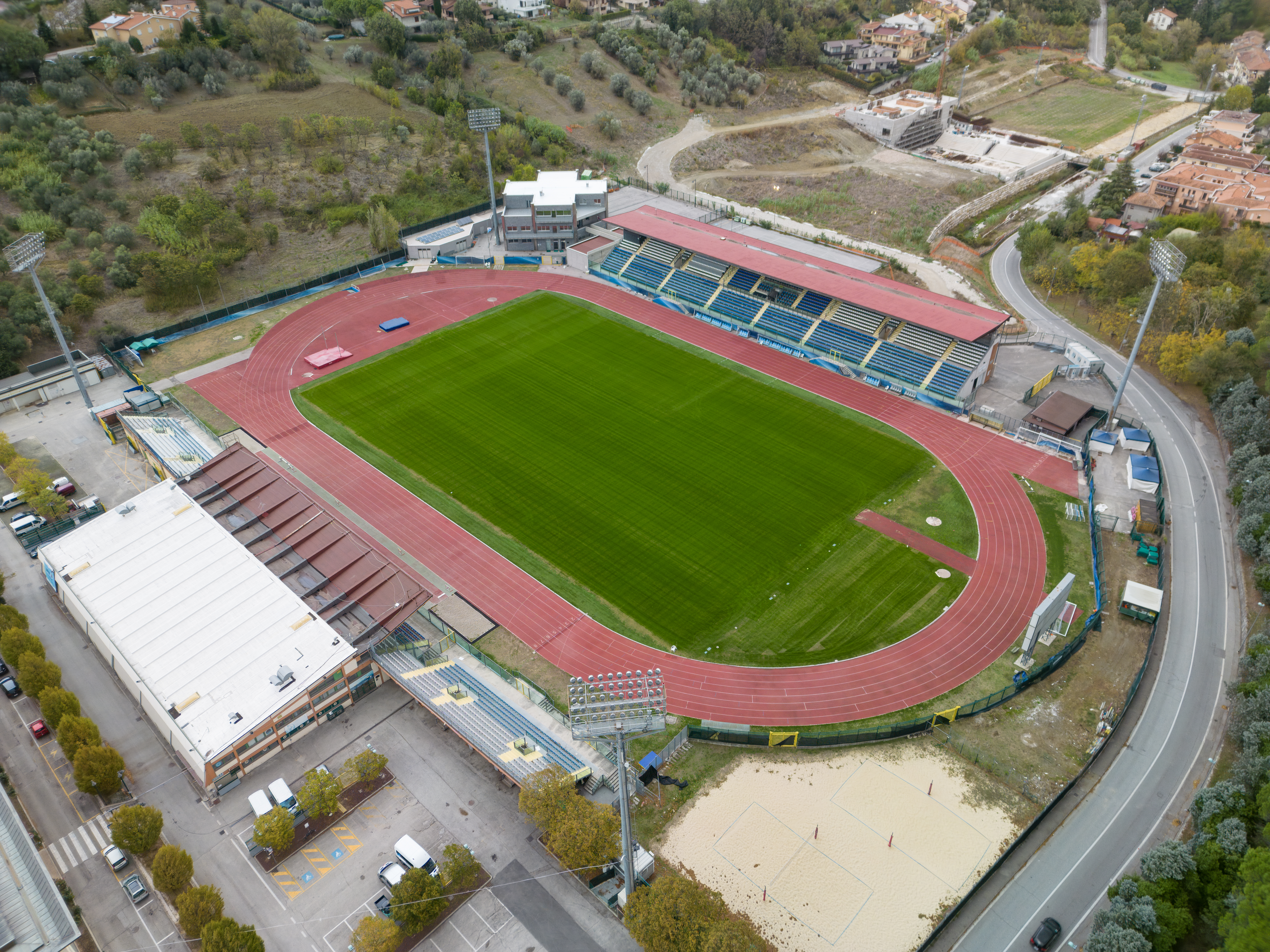
Aperçu du stade de Saint-Marin.

L'équipe de Saint-Marin joue l'ensemble de ses matchs depuis son affiliation à l'UEFA et la FIFA dans le Stade de Saint-Marin anciennement stadio Olimpico de Serravalle jusqu'en 2014. Ce stade est inauguré en 1970, a une capacité actuelle de 5 115 places assises. Il dispose de deux tribunes équipés de sièges aux couleurs de la Sérénissime, bleu et blanc, d'une piste d'athlétisme. Le stade a accueilli 3 matchs du Championnat d'Europe de football espoirs 2019.[réf. nécessaire]
L'équipe a joué uniquement 3 matchs à domicile hors de ses frontières, 2 pour les éliminatoires de la Coupe du monde 1994 contre l'Angleterre et les Pays-Bas joué au Stade Renato-Dall'Ara de Bologne. Enfin, en 2020, l'équipe a joué un match au Stade Romeo Neri de Rimini pour affronter le Liechtenstein en Ligue des nations.
Prochainement, le 16 juin 2023, à la suite d'une forte réfection de la pelouse du Stade de Saint-Marin, la Sérénissime jouera son match à domicile face au Kazakhstan, au Stade Ennio Tardini de Parme.

### Réputation
Saint-Marin est le pays membre de l'UEFA le moins peuplé avec uniquement 33 000 habitants. A ce jour, la Sérénissime n'a remporté que trois matchs contre le Liechtenstein en avril 2004, septembre 2024 et novembre 2024.
L'équipe nationale est principalement composée de joueurs amateurs. Seul un petit nombre de joueurs sont au moins semi-professionnels, car beaucoup ont un deuxième emploi en dehors du sport. La défaite de 13-0 à domicile contre l'Allemagne en 2006 a longtemps constitué le record des éliminatoires du Championnat d'Europe, jusqu'à ce que la France l'éclipse en 2023 avec une victoire 14-0 contre Gibraltar. Au total Saint-Marin a encaissé 10 buts ou plus en un match à sept occasions.
En 2001, l'équipe accroche la Lettonie, un but partout et à la suite de cela le sélectionneur letton Gary Johnson démissionne. En 2007, à la suite de la victoire 2-1 de l'Irlande face à Saint-Marin, avec un but à la dernière minute, l'équipe irlandaise s'est vu fortement critiquée par la presse irlandaise.
Malgré le peu de buts marqués, la Sérénissime détenait le record du but le plus rapide des qualifications pour la Coupe du monde, en effet en 1993, l'équipe marquent au bout de 8,3 secondes lors d'un match les opposant à l'Angleterre (score final 7-1 pour l'Angleterre). Le record fut battu par la Belgique lors d'un match face à Gibraltar.
Entre octobre 2008 et août 2012, l'équipe n'a pas marqué un seul but durant 20 matchs, record européen. En septembre 2015, Saint-Marin a marqué un but à l'extérieur contre la Lituanie, 14 ans après son dernier but à l'extérieur, un autre record européen.
A ce jour, Saint-Marin est considéré comme l'un des plus grands outsiders du football international. De nombreux fans de l'équipe suivent l'équipe sur les réseaux sociaux mais le Stade de Saint-Marin reste peu rempli avec en moyenne moins de 1 000 spectateurs Saint-Marinais. En 2007, sur les 3 294 spectateurs présents lors du match entre Saint-Marin et l'Irlande, 2 500 étaient irlandais.

## Identité

### Logo
Jusqu'au début de l'année 2021, le logo de la fédération et de l'équipe de Saint Marin était le même. En 2021, la fédération décide de séparer l'emblème de la partie institutionnelle de la partie sportive. Les sélections nationales ont donc adopté un blason à liseré bleu, avec une coupe diagonale qui recrée le S de ''San'' ; à l'intérieur se trouvent les trois tours, symbole national, sous une forme stylisée de couleur bleue, qui recréent le M de ''Marino''. Le symbole est complété par l'inscription ''Saint-Marin'' en or sur le dessus de l'écu.

Logo de 1986 à 2021.
Logo depuis 2021.

## Parcours dans les compétitions internationales

### Classement FIFA
| Année              | 1993 | 1994 | 1995 | 1996 | 1997 | 1998 | 1999 | 2000 | 2001 | 2002 | 2003 | 2004 | 2005 | 2006 | 2007 |
| ------------------ | ---- | ---- | ---- | ---- | ---- | ---- | ---- | ---- | ---- | ---- | ---- | ---- | ---- | ---- | ---- |
| Classement mondial | 121  | 131  | 151  | 165  | 173  | 179  | 150  | 168  | 158  | 160  | 162  | 164  | 155  | 194  | 197  |

| Année              | 2008 | 2009 | 2010 | 2011 | 2012 | 2013 | 2014 | 2015 | 2016 | 2017 | 2018 | 2019 | 2020 | 2021 | 2022 |
| ------------------ | ---- | ---- | ---- | ---- | ---- | ---- | ---- | ---- | ---- | ---- | ---- | ---- | ---- | ---- | ---- |
| Classement mondial | 201  | 203  | 203  | 206  | 207  | 207  | 179  | 198  | 202  | 204  | 211  | 209  | 210  | 210  | 211  |

| Année              | 2023 | 2024 | 2025 | 2026 | 2027 | 2028 | 2029 | 2030 | 2031 | 2032 | 2033 | 2034 | 2035 | 2036 | 2037 |
| ------------------ | ---- | ---- | ---- | ---- | ---- | ---- | ---- | ---- | ---- | ---- | ---- | ---- | ---- | ---- | ---- |
| Classement mondial | 210  | 210  |      |      |      |      |      |      |      |      |      |      |      |      |      |

### Coupe du monde
L'équipe de Saint-Marin n'a jamais participé à la Coupe du monde de football. Elle est inscrite pour la première fois aux qualifications pour la Coupe du monde 1994 aux États-Unis.
| Année | Position     |      | Année         | Position |                       | Année | Position |
| 1930  | Non inscrite | 1974 | Non inscrite  | 2010     | Non qualifiée         |       |          |
| 1934  | Non inscrite | 1978 | Non inscrite  | 2014     | Non qualifiée         |       |          |
| 1938  | Non inscrite | 1982 | Non inscrite  | 2018     | Non qualifiée         |       |          |
| 1950  | Non inscrite | 1986 | Non inscrite  | 2022     | Non qualifiée         |       |          |
| 1954  | Non inscrite | 1990 | Non inscrite  | 2026     | Éliminatoire en cours |       |          |
| 1958  | Non inscrite | 1994 | Non qualifiée | 2030     | À venir               |       |          |
| 1962  | Non inscrite | 1998 | Non qualifiée | 2034     | À venir               |       |          |
| 1966  | Non inscrite | 2002 | Non qualifiée |          |                       |       |          |
| 1970  | Non inscrite | 2006 | Non qualifiée |          |                       |       |          |

| Résultats de Saint-Marin lors des éliminatoires à la Coupe du monde |                             |        |            |     |    |   |   |    |    |     |      |           |
| Année                                                               | Parcours                    | Groupe | Classement | Pts | J  | G | N | P  | BP | BC  | DB   | Affluence |
| 1994                                                                | Éliminatoires UEFA (Europe) | 2      | 6e sur 6   | 1²  | 10 | 0 | 1 | 9  | 2  | 46  | -44  | 1 817     |
| 1998                                                                | Éliminatoires UEFA (Europe) | 7      | 5e sur 5   | 0   | 8  | 0 | 0 | 8  | 0  | 42  | -42  | 1 686     |
| 2002                                                                | Éliminatoires UEFA (Europe) | 6      | 5e sur 5   | 1   | 8  | 0 | 1 | 7  | 3  | 30  | -27  | 1 955     |
| 2006                                                                | Éliminatoires UEFA (Europe) | 7      | 6e sur 6   | 0   | 10 | 0 | 0 | 10 | 2  | 40  | -38  | 1 528     |
| 2010                                                                | Éliminatoires UEFA (Europe) | 3      | 6e sur 6   | 0   | 10 | 0 | 0 | 10 | 1  | 47  | -46  | 1 683     |
| 2014                                                                | Éliminatoires UEFA (Europe) | H      | 6e sur 6   | 0   | 10 | 0 | 0 | 10 | 1  | 54  | -53  | 2 100     |
| 2018                                                                | Éliminatoires UEFA (Europe) | C      | 6e sur 6   | 0   | 10 | 0 | 0 | 10 | 2  | 51  | -49  | 2 045     |
| 2022                                                                | Éliminatoires UEFA (Europe) | I      | 6e sur 6   | 0   | 10 | 0 | 0 | 10 | 1  | 45  | -44  | 704       |
| 2026                                                                | Éliminatoires UEFA (Europe) | H      | 5e sur 5   | 0   | 4  | 0 | 0 | 4  | 1  | 12  | -11  |           |
| 2030                                                                |                             |        |            |     |    |   |   |    |    |     |      |           |
| Total                                                               | Total                       | Total  | Total      | 2   | 80 | 0 | 2 | 78 | 13 | 368 | -355 | 1 683     |
| - Meilleure performance - Pire performance - ²Victoire à 2 points   |                             |        |            |     |    |   |   |    |    |     |      |           |

### Championnat d'Europe
Comme pour la Coupe du monde, l'équipe de Saint-Marin ne s'est jamais qualifiée pour le Championnat d'Europe. Elle est inscrite pour la première fois dans des éliminatoires pour l'Euro 1992 en Suède.
| Année | Position     |      | Année         | Position |               | Année | Position |
| 1960  | Non inscrite | 1988 | Non inscrite  | 2016     | Non qualifiée |       |          |
| 1964  | Non inscrite | 1992 | Non qualifiée | 2020     | Non qualifiée |       |          |
| 1968  | Non inscrite | 1996 | Non qualifiée | 2024     | Non qualifiée |       |          |
| 1972  | Non inscrite | 2000 | Non qualifiée | 2028     | À venir       |       |          |
| 1976  | Non inscrite | 2004 | Non qualifiée | 2032     | À venir       |       |          |
| 1980  | Non inscrite | 2008 | Non qualifiée |          |               |       |          |
| 1984  | Non inscrite | 2012 | Non qualifiée |          |               |       |          |

| Résultats de Saint-Marin lors des éliminatoires au Championnat d'Europe |               |        |            |     |    |   |   |    |    |     |      |           |
| Année                                                                   | Parcours      | Groupe | Classement | Pts | J  | G | N | P  | BP | BC  | DB   | Affluence |
| 1992                                                                    | Éliminatoires | 2      | 5e sur 5   | 0²  | 8  | 0 | 0 | 8  | 1  | 33  | -32  | 1 450     |
| 1996                                                                    | Éliminatoires | 8      | 6e sur 6   | 0   | 10 | 0 | 0 | 10 | 2  | 36  | -34  | 1 098     |
| 2000                                                                    | Éliminatoires | 6      | 5e sur 5   | 0   | 8  | 0 | 0 | 8  | 1  | 44  | -43  | 1 155     |
| 2004                                                                    | Éliminatoires | 4      | 5e sur 5   | 0   | 8  | 0 | 0 | 8  | 0  | 30  | -30  | 1 663     |
| 2008                                                                    | Éliminatoires | D      | 7e sur 7   | 0   | 12 | 0 | 0 | 12 | 2  | 57  | -55  | 2 333     |
| 2012                                                                    | Éliminatoires | E      | 6e sur 6   | 0   | 10 | 0 | 0 | 10 | 0  | 53  | -53  | 2 184     |
| 2016                                                                    | Éliminatoires | E      | 6e sur 6   | 1   | 10 | 0 | 1 | 9  | 1  | 36  | -35  | 1 839     |
| 2021                                                                    | Éliminatoires | I      | 6e sur 6   | 0   | 10 | 0 | 0 | 10 | 1  | 51  | -50  | 1 902     |
| 2024                                                                    | Éliminatoires | H      | 6e sur 6   | 0   | 10 | 0 | 0 | 10 | 3  | 31  | -28  | 1 576     |
| 2028                                                                    |               |        |            |     |    |   |   |    |    |     |      |           |
| 2032                                                                    |               |        |            |     |    |   |   |    |    |     |      |           |
| Total                                                                   | Total         | Total  | Total      | 1   | 86 | 0 | 1 | 85 | 11 | 371 | -360 | 1 722     |
| - Meilleure performance - Pire performance - ²Victoire à 2 points       |               |        |            |     |    |   |   |    |    |     |      |           |

### Ligue des nations
Le 5 septembre 2024, Saint-Marin reçoit le Liechtenstein à domicile et les saint-marinais s'imposent 1 but à 0 grâce à une réalisation de Nicko Sensoli. Celui-ci offre, de cette manière, la première victoire de Saint-Marin en Ligue des nations, et même, le premier but marqué par cette équipe dans cette compétition.
| Édition   | Ligue | Phase de Groupe | Phase de Groupe | Phase de Groupe | Phase de Groupe | Phase de Groupe | Phase de Groupe | Phase de Groupe | Phase finale | Phase finale | Phase finale | Phase finale | Phase finale | Phase finale | Phase finale | Phase finale |
| Édition   | Ligue | Class.          | M               | V               | N               | D               | bp              | bc              | Pays hôte    | Résultat     | M            | V            | N            | D            | bp           | bc           |
| --------- | ----- | --------------- | --------------- | --------------- | --------------- | --------------- | --------------- | --------------- | ------------ | ------------ | ------------ | ------------ | ------------ | ------------ | ------------ | ------------ |
| 2018-2019 | D     | 4/4             | 6               | 0               | 0               | 6               | 0               | 16              | 2019         | Inéligible   | Inéligible   | Inéligible   | Inéligible   | Inéligible   | Inéligible   | Inéligible   |
| 2020-2021 | D     | 3/3             | 4               | 0               | 2               | 2               | 0               | 3               | 2021         | Inéligible   | Inéligible   | Inéligible   | Inéligible   | Inéligible   | Inéligible   | Inéligible   |
| 2022-2023 | D     | 3/3             | 4               | 0               | 0               | 4               | 0               | 9               | 2023         | Inéligible   | Inéligible   | Inéligible   | Inéligible   | Inéligible   | Inéligible   | Inéligible   |
| 2024-2025 | D     | 1/3             | 4               | 2               | 1               | 1               | 5               | 3               | 2025         | Inéligible   | Inéligible   | Inéligible   | Inéligible   | Inéligible   | Inéligible   | Inéligible   |
| 2026-2027 | C     | À venir         | À venir         | À venir         | À venir         | À venir         | À venir         | À venir         | 2027         | Inéligible   | Inéligible   | Inéligible   | Inéligible   | Inéligible   | Inéligible   | Inéligible   |
| Total     | Total | Total           | 18              | 2               | 3               | 13              | 5               | 31              | Total        | Total        | 0            | 0            | 0            | 0            | 0            | 0            |

## Personnalités

### Sélectionneurs
Mis à jour le 17 juin 2025 après Saint-Marin - Autriche (0-4).
| Sélectionneur        | Période   | Matchs | Gagnés | Nuls | Perdus |
| -------------------- | --------- | ------ | ------ | ---- | ------ |
| Giorgio Leoni        | 1990-1995 | 29     | 0      | 1    | 28     |
| Massimo Bonini       | 1996-1997 | 8      | 0      | 0    | 8      |
| Giampaolo Mazza      | 1998-2013 | 85     | 1      | 2    | 82     |
| Pierangelo Manzaroli | 2014-2017 | 28     | 0      | 1    | 27     |
| Franco Varrella      | 2018-2021 | 34     | 0      | 2    | 32     |
| Fabrizio Costantini  | 2021-2023 | 20     | 0      | 2    | 18     |
| Roberto Cevoli       | 2023-     | 14     | 2      | 2    | 10     |
| TOTAL                | 1990-2025 | 217    | 3      | 10   | 205    |

### Principaux joueurs
Pour former ses premières équipes, Cesare Casali peut compter sur plusieurs expatriés. Massimo Bonini, longtemps joueur de la Juventus, en est un membre important avec Marco Macina. Casali, qui arpente lui-même les terrains le week-end, peut difficilement prendre des joueurs dans le championnat interne au faible niveau et compte alors sur les nombreux fils d'émigrés qui pourraient bénéficier automatiquement de la nationalité san-marinaise. Après le premier match en 1985, la Fédération reçoit de nombreux appels de joueurs possédant la nationalité jouant en deuxième ou troisième division italienne.
- Federico Valentini
- Nicola Albani
- Massimo Bonini
- Federico Crescentini
- Federico Gasperoni
- Mirco Gennari
- Davide Gualtieri
- Marco Macina
- Andy Selva
- Aldo Simoncini
- Damiano Vannucci
- Nicko Sensoli